# SNCF B 82500 sorozat
Az SNCF B 82500 sorozat egy Bo'2'2'2'Bo' tengelyelrendezésű francia hibrid hajtású motorvonat sorozat. A Bombardier Transportation gyártott belőle összesen 141 db-ot 2004 és 2011 között az SNCF részére.

## Lásd még
- Autorail à grande capacité
- X 76500 (XGC)
- Z 27500 (ZGC)
- B 81500 (BGC)